# Dan Burros
Dan Burros (* 5. März 1937 in Queens; † 31. Oktober 1965 in New York City, eigentlich Daniel Burros) war ein US-amerikanischer Neonazi, der der American Nazi Party angehörte. Nur Stunden nachdem die New York Times seine jüdische Herkunft offengelegt hatte, beging er Suizid.

## Leben

### Jugend
Daniel Burros’ Eltern waren George und Esther Sunshine Burros. Er wuchs in Queens, New York City, auf, und besuchte eine jüdische Schule in Richmond Hill, die ihn auf seine Bar Mitzwa vorbereitete. Diese fand am 4. März 1950 statt. In New York wurde er Schüler der John Adams High School und wurde als ein intelligenter, aufgeweckter Schüler mit einem weit überdurchschnittlichen Intelligenzquotienten von 154 beschrieben. Mit der Pubertät änderte sich sein Verhalten; er wurde aggressiv und hysterisch, wenn er im Begriff war, ein Spiel zu verlieren. Dadurch geriet er ständig in Auseinandersetzungen mit seinen Mitschülern. Zudem begann er, sich für das Militär zu interessieren.
Nach seinem Schulabschluss wollte Burros an die United States Military Academy in West Point, New York, wurde jedoch nicht angenommen. Stattdessen verpflichtete er sich noch während seiner Highschool-Zeit zur Nationalgarde der Vereinigten Staaten und trug offen seine Uniform. 1955 meldete er sich freiwillig zur United States Army, wo er als Fallschirmspringer eingesetzt wurde. Er wurde jedoch bereits 1958 nach mehreren Suizidversuchen unehrenhaft entlassen. Bei diesen hatte er große Mengen an Aspirin zu sich genommen oder sich selbst oberflächlich verletzt. Die Armee befand ihn als untauglich, da er sich nicht in das System einpassen konnte, auffälliges Verhalten zeigte und nicht über die charakterliche Eignung als Soldat verfüge. Anschließend arbeitete er als Drucker in der Queens Borough Public Library und begann sich obssesiv für Adolf Hitler und seinen Hass auf die Juden zu interessieren – schon in einem seiner „Abschiedsbriefe“ hatte er Hitler gelobt. So gründete er die American National Socialist Party, deren einziges Mitglied er war und in deren Namen er Briefe mit nationalsozialistischer Propaganda verschickte.

### Politische Aktivitäten
Burros schloss sich anschließend der American Nazi Party von George Lincoln Rockwell an. Er lebte einige Zeit im Hauptquartier der Partei in Arlington County, Virginia. Burros’ jüdische Herkunft war der Partei nicht bekannt, jedoch gab es einige diesbezügliche Gerüchte. Zudem zeigte er oft sehr bizarres Verhalten und verbreitete seine merkwürdigen Ansichten. William H. Schmaltz beschrieb 1999 in dem Buch Hate: George Lincoln Rockwell and the American Nazi Party eine Foltermethode, die Burros sich für Juden ausgedacht hatte: So sollen die Tasten eines Klaviers mit mehreren Juden verbunden werden, die jedes Mal einen Elektroschock erhielten, wenn der Klavierspieler die Taste bediente. Die Verbindung von Musik und Elektroschocks sollte zu rhythmischen Bewegungen führen. Auch besaß er eine Seife, in die folgender Text eingeprägt war: „made from the finest Jewish fat“ („aus feinstem jüdischem Fett hergestellt“). Trotz dieser Merkwürdigkeiten wurde er Sekretär der Partei.
Nach einer Auseinandersetzung mit George Lincoln Rockwell verließ er am 5. November 1961 die Partei. Kurz darauf wurde er Mitglied der American National Party, die das antisemitische und nationalsozialistische Kill Magazine verlegte. Für dieses schrieb er einige Artikel. Doch die Partei existierte nur wenige Jahre und so wurde Burros anschließend Mitglied der National Renaissance Party. Dort war er an einem gewalttätigen Übergriff auf Congress-of-Racial-Equality-Demonstranten, aktive Gegner der Rassentrennung, beteiligt und wurde zu einer Geldstrafe verurteilt, die seine Eltern bezahlten. Anschließend trat er den United Klans of America, einer Organisation des Ku Klux Klans, bei. Dort wurde er „Kleagle“, eine Art Offizier, der andere Mitglieder rekrutierte. Er geriet in das Visier des Komitees für unamerikanische Umtriebe.

### Suizid
Burros’ jüdischer Hintergrund wurde 1965 von John McCandlish Phillips in einem Artikel für die New York Times offengelegt. Phillips, ein Evangelikaler, versuchte Burros zu stoppen, indem er ihn mit seinen eigenen Aussagen konfrontierte. Burros ignorierte dies jedoch. Phillips’ letzter Versuch war dann die Offenlegung von Burros’ Herkunft. Nur wenige Stunden nachdem die Times-Ausgabe erschien, erschoss sich Burros. Diesbezüglich gibt es mehrere Schilderungen. Laut NY Press tötete er sich selbst in Gegenwart anderer Klanmitglieder, über die ebenfalls im Times-Artikel berichtet worden war. Anderen Angaben zufolge beging er den Suizid zur Musik von Richard Wagner.
George Lincoln Rockwell würdigte auf einer anschließenden Pressekonferenz Burros’ Wirken. Er ließ sich dabei über jüdischen Selbsthass aus und unterstellte den Juden eine Massenpsychose.

## Rezeption
Burros’ Lebensgeschichte war Grundlage des Films Inside a Skinhead (Originaltitel: The Believer) von Henry Bean. Die Handlung wurde in die Gegenwart versetzt und Burros’ Charakter wurde als White-Power-Skinhead eingeführt, der anschließend zum intellektuellen Rechten wird. Sein Leben war auch Inspiration für je eine Folge der Fernsehserien Lou Grant und Cold Case – Kein Opfer ist je vergessen.